# سند الحشار
سند بن مرزوق الحشار الجاسمي الظفيري (1850 - 1930)، من أبرز شعراء قبيلة الظفير. يعتبر من الشعراء القلائل وابرز من ساهم بحفظ تاريخ قبيلة الظفير وحدود ديارها ومعاركها، فقدت العديد من قصائده بسبب عدم اهتمام الرواة والباحثين بتدوينها .

## الشعار
أبيات في الفخر :
كم واحد للموت حنا جلبناه ...... بالمذبحة تسفى عليه السوافى
خلوه للطير المروجح تولاه ...... داجو عليه موشحين الكفــــافى
كم واحد ركب من امه ولاجاه ...... فكوك ريق للضباع الهوافـــــى
أبيات في الحكمة :
الرابح اللى يشترينا بالاثمان ...... والخاسر اللى باعنا بالحراسيس
أبيات في مكانة الجار عند قبيلة الظفير :
حنا هل الجيران .. حنا هل الجاه ...... وحنا مسقين المعادى غلايـــل
ياجارنا عن دمعة العين نرفــاه ...... يحشم ولاتكثر عليه الضوايـل
يمشى بكيفه ماتصفق رعايـــــاه ...... ولحد يرده عن نبات المسايـــل